# Opius chimus
Opius chimus är en stekelart som beskrevs av Fischer 1983. Opius chimus ingår i släktet Opius och familjen bracksteklar. Inga underarter finns listade i Catalogue of Life.